# Hans Jæger
Hans Jaeger (Drammen, 2 de setembre de 1854 - Oslo, 8 de febrer de 1910) va ser un escriptor, filòsof i activista polític noruec d'idees anarquistes, membre fundador del grup artístic Bohemis de Cristiania.

## Biografia
Nascut a Drammen, es va criar a la ciutat de Bergen, en el si d'una família pietista. Fill d'un oficial de policia, quedaria orfe als 14 anys. Des de 1867 fins a 1874 va treballar de mariner. Un any més tard va començar els seus estudis de filosofia, mentre treballava com estenògraf a l'Storting. El 1878 va publicar el seu primer llibre dedicat a la filosofia d'Immanuel Kant.
El 1886 fou processat per la cort suprema a causa del seu llibre Fra Kristiania-bohemen, on atacava la provinciana i burgesa societat de Cristiania, així com als valors conservadors i cristians de que estava impregnada. Va ser condemnat a 60 dies de presó. L'any següent es va veure forçat a abandonar el país després de ser sentenciat a 150 dies addicionals després de descobrir el govern noruec que havia enviat 300 còpies del seu llibre a Suècia.
Va col·laborar amb el diari Impressionisten publicat pel pintor Christian Krohg, durant els anys 1886-1890. Igualment va ser amic del pintor Edvard Munch, qui el va retratar el 1889. El 1893 va publicar SYK kjærlihet («Amor malalt»), novel·la autobiogràfica en la qual, en forma de diari fictici, descriu en primera persona el triangle amorós viscut entre ell, Christian i Oda Krohg.
Durant el seu exili va viure dos anys a París, on va treballar com a corresponsal estranger per a un diari socialdemòcrata. També va col·laborar amb el periòdic mensual de tendència socialista Det Tyvende Aarhundrede, que va començar a publicar-se a finals de 1901. A París va entrar en contacte per primera vegada amb la literatura anarquista. Quan va tornar a Noruega, els gremis acadèmics li van impedir acabar els estudis de filosofia que havia iniciat anys abans.
El 1906 va publicar Anarkiets Bibel («Bíblia de l'anarquia»), on unia la vaga general revolucionària amb la necessitat d'una nova «moral expropiadora del sexe», i on atacava directament la religió, la propietat privada i l'Estat. Un any després va fundar, al costat de Jean Jacques Ipsen, el periòdic Korsasern, del qual es van publicar 10 números amb un tiratge de menys de 2.500 exemplars. També va publicar els diaris Skorpionen el 1907, de curta durada, i Revolten, de què es van publicar vuit números entre els anys 1907 i 1908. Jaeger va morir a Oslo, després de ser operat d'un càncer, el 1910.

## Pensament
Jaeger va esdevenir un dels primers defensors de l'amor lliure a Noruega. Defensava una completa llibertat sexual i l'abolició del matrimoni. Veia amb simpatia el treball sexual, situació de la que creia culpable la societat. Jaeger va arribar a plantejar-se la creació d'una escola de dones on du a terme les idees dels Bohemis de Cristiania sobre l'alliberament sexual, tot i que aquest projecte no es va dur a terme.
En dos articles escrits per a la Kristania østre arbeidersamfund, va caracteritzar el matrimoni i la desigualtat com els dos principals mals de la societat. Segons Jaeger, mentre existeixi la desigualtat, no es podrà acabar amb la immoralitat; i a el mateix temps, el matrimoni, basat en l'interès econòmic i no en l'amor, impedia gaudir d'una llibertat plena.
Sota influència de l'anarquista danès Jean Jacques Ipsen, Jaeger coneixeria els treballs d'alguns escriptors anarquistes de l'època, com Élisée Reclus, Piotr Kropotkin o Jean Grave. El seu anarquisme va seguir impregnat d'un fort individualisme, i va defensar que el canvi social seria realitzat des de baix, a través de la difusió del lliurepensament.

## Obres
- Kants fornuftskritik 1878
- Olga (teatre) 1883
- En intellektuel Forførelse (teatre) 1884
- Fra Kristiania-bohemen 1885
- Julefortællinger av Hans Jaeger (1886
- Albertine (escrit amb Christian Krohg) 1886
- Min forsvarstale i høyesterett 1886
- Kristianiabilleder 1888
- Novelletter 1889
- Bohemens erotiske bekjennelser
- SYK kjærlihet 1893
- Bekjendelser 1902
- Faengsel og fortvilelse 1903
- Anarkiets Bibel 1906
- Socialismens ABC (pòstum)